# 松村謙一郎

近影

松村 謙一郎（まつむら けんいちろう、1967年 - ）は、日本の実業家。日本全国を周りながらクリケットの普及活動を行い、2008年には国際クリケット評議会から日本人として初、史上最年少で、世界で33人目の功労賞を受賞、2009年にはこの100年間でクリケットに功績のあった「歴史上の世界の1000人」にも選ばれた。

## 名称
世界のクリケット関係者から「ケニー」の愛称で、信頼を寄せられている。

## 人物
1989年7月、「日本でまだ有名でない、誰もやっていないスポーツ始めてやろう！」との熱意の元、有志数名と中央大学クリケットクラブ『英吉利倶楽部（イギリスクラブ）』を創設、初代主将に就任してクリケット競技をスタートさせる。
1991年には創部以来クリケットを通じて交流を深めた在日外国人にヒアリングを重ねて作り上げた日本語によるルールブックを自費出版させ、Japan Times等の取材を受け、各国大使館の図書館にルールブックが所蔵される。
1993年の卒業に際しては、各大学有志とともに『ファーイーストクリケットクラブ（現、富士ファーイーストクリケットクラブ）』を創設し、初代代表に就任する。同年10月にオーストラリア大使館主催の日豪親睦行事セレブレイトオーストラリアにてオーストラリア大使館チームとファーイーストクリケットクラブの対戦を実現する。
国際クリケット界との関係においては、1998年9月、“クリケットの母国”英国はおろか、全世界のクリケット関係者に「そのメンバーたることは最高級の栄誉」と言わしめる、世界最古のスポーツクラブ『マリラボン・クリケット・クラブ』（英国）の日本招聘事業総責任者として、故高円宮憲仁親王夫妻を招待し、小渕恵三から祝電を受理するなど、クリケット関係者から信頼を寄せられる。
その指導力、行動力を請われて、事実上有名無実化していた日本クリケット協会から支援を要請されたのが1999年2月。以来、初代理事長に就任し協会の再建に着手。日本の代表として国際会議に幾度か出席し、世界の有名選手達と交流を深める。また構想（戦略）面及び資金面から支え続けるとともに社会経験の浅いスタッフを先頭に立って叱咤激励し、「ボランティア組織」として足腰の弱かった協会を「我が国におけるクリケット競技の総括団体」として軌道に乗せた。
また同年、全国6人制大会の構想を立ち上げ、試行錯誤の結果01年に開催。その後様相は変わったものの、2017年まで「クリックフェスタ（CricFesta）」の名の元で大会は継続された。
2000年、国際クリケット評議会が世界を5地域に分けるにあたって、日本がアジア地区に属するのか東アジア・EAP（太平洋）地区に所属するのかの選択を迫られることに。松村は様々な観点から考慮し、在南アフリカ共和国日大使館元特命全権大使の故クリッシュ・マカドゥジたちのアドバイスを聴き、日本の代表としてEAP（太平洋）地区所属を選択、結果その4年後国際大会誘致が実現された。
2001年12月には自らの悲願であった「特定非営利活動法人（NPO法人）格」を取得し、その重責を果たす。尚、現在の日本クリケット協会（現一般社団法人）のロゴマークも松村が当時デザインした。
2002年4月、協会運営を後進に譲り、自らは『レクリエーショナルクリケット協会（現、レクリエーション＆クリケットアカデミー）』を設立、代表となる。「遊び、学び、そして広める」をスローガンに、「純然たる“競技としてのクリケット”だけではなく、子供からお年寄りまでが楽しめる“レクリエーションとしてのクリケット”がこの国のクリケット普及の底辺を支える」との確信の元、同年だけで年間3000人の老若男女にクリケットを指導。また同団体では子供向けのリーフレット「ハロークリケット」等の製作も手がけ、教材や育成プログラムの考案にも注力。それらの活動の功績を認められ2003年3月にはEAP（太平洋）地区のベストプログラム賞を国際クリケット評議会より受賞する。
2001年に長年の悲願であった日本語によるクリケット解説ビデオを製作すると同時に、販売の権利を取得。続いて2003年には自力で台湾からのプラスティック製のクリケット簡易キットの輸入ルートを開拓。安価で簡易キットを提供できる環境を整備すると共に、ビデオと併せて日本唯一の通販サイトを開設し独自に販売を開始する。
2004年5月、日本初となる国際大会「EAPチャレンジ」を静岡県富士市で開催するにあたり、日本クリケット協会から支援要請を受け、日本初となるインターネット及び携帯サイトでのライブスコア配信を実現。世界中から期間中2万アクセスを超える反響を呼ぶ。
2005年、文部科学省「子どもの居場所づくり」の活動として財団法人日本レクリエーション協会が推進する『あそびの城づくり』運営委員を務める。
2007年10月、普及活動のひとつの成果として、小学生を対象とした大会「第1回ハロークリケットカップ」を開催。全国から100人を超すちびっこクリケッターが参加し大好評を博す。また2008年には高校生の大会「第1回フューチャーズカップ」も実施に至る。
尚、前後するが2年に1度開催国持ち回りで開催される「Golden Oldies World Cricket Festival」に、本来であれば40歳以上が参加資格であるが、27歳で招待される。日本のパイオニアということで、世界の特例処置を受け、1996年よりわずか28歳で出場。Festivalには世界中から毎回1000人を超すアマチュア選手、元プロ選手達が参加し、松村は参加することにより日本でも日本人がクリケットをしている事実を参加者に浸透させることとなる。以後継続して現在も参加しており、ついには2002年度大会より日本国旗が大会開催中に松村のためだけに掲げられるようになった。
更に2007年、それまでの活動の実績と成果が評価され、国際クリケット評議会よりEAP（太平洋）地区の功労賞を史上最年少で日本人初受賞。
2009年には財団法人日本レクリエーション協会から「レクリエーション運動普及振興功労者」の表彰を日本クリケット界で初受賞。
また同じく2009年には国際クリケット評議会から「過去100年間でクリケットの発展や普及に寄与した世界の1000人」に日本人で唯一選ばれる。
2011年、日本体育協会・日本オリンピック委員会創立100周年記念事業特別功労賞を日本クリケット界で唯一受賞。6月4日に東日本大震災の被災者を支援する日本クリケット協会主催のチャリティークリケットマッチが行われ、協会顧問としてコメントを寄せている。
2014年10月、日本国内におけるクリケットの普及活動の一環として、クリケット日本代表選手の関連商品としては初の商品化となる、クリケット日本女子代表チーム公式ブロマイドの発売に関わる
(翌2015年4月にはクリケット男子代表チーム公式ブロマイドの発売にも関わる)。12月15日、奈良県登美ヶ丘高等学校にて開催されたクリケット講習会に日本クリケット協会顧問として参加、講師を務める。
2017年、NPO法人自立支援施設MIRAIにてクリケット体験会を実施。
2022年現在まで、20年以上に渡り中央大学クリケットクラブのオーストラリアツアーを率い、現地チームとの試合や交流を継続している。